# Julostylis ampumalensis
Julostylis ampumalensis är en malvaväxtart som beskrevs av A.K. Pradeep och V.V. Sivarajan. Julostylis ampumalensis ingår i släktet Julostylis och familjen malvaväxter. Inga underarter finns listade i Catalogue of Life.